# 白仙女文心蘭
白仙女文心蘭（品種名：Dgmra. Winter Wonderland 'White Fairy'）
為文心蘭亞族的堇花蘭屬、齒舌蘭屬和长萼兰属（Brassia，台灣譯蜘蛛蘭屬）三屬雜交形成的一個品種，屬於廣義的文心蘭，但並不屬於文心蘭屬。

## 形態
白仙女文心蘭植株高約31-43公分，葉片長約29-41公分，葉綠色。開花時，會由假球莖基部或頂部抽出1-2枝花莖，花莖長約15-33公分，每枝花莖著生3-5朵花，花朵自花莖由下往上開展。花朵白色（唇瓣、花瓣及萼片基部有紫色斑點）。單朵花壽命約31天，花期不定，全年皆可開花。

## 圖示

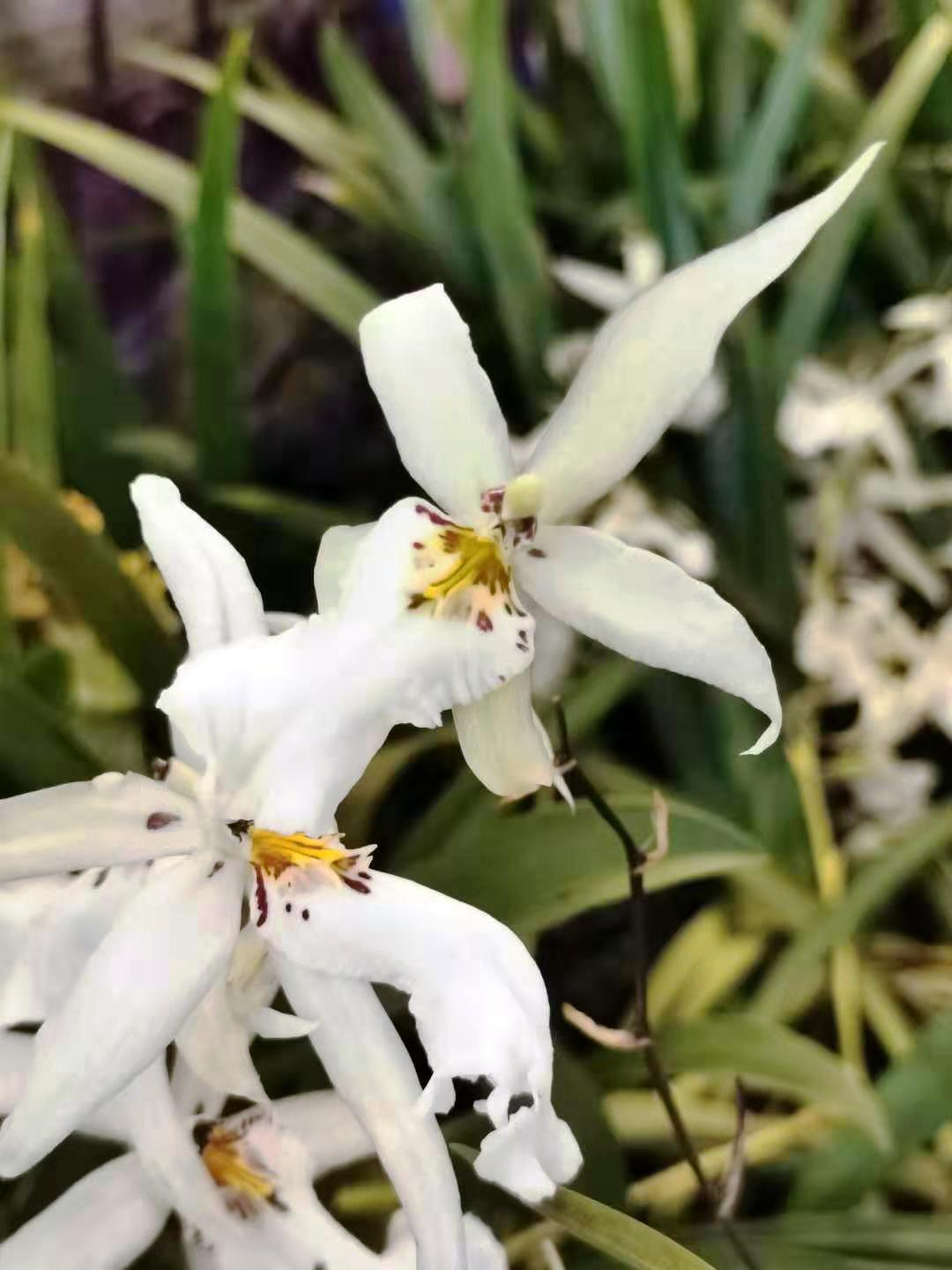
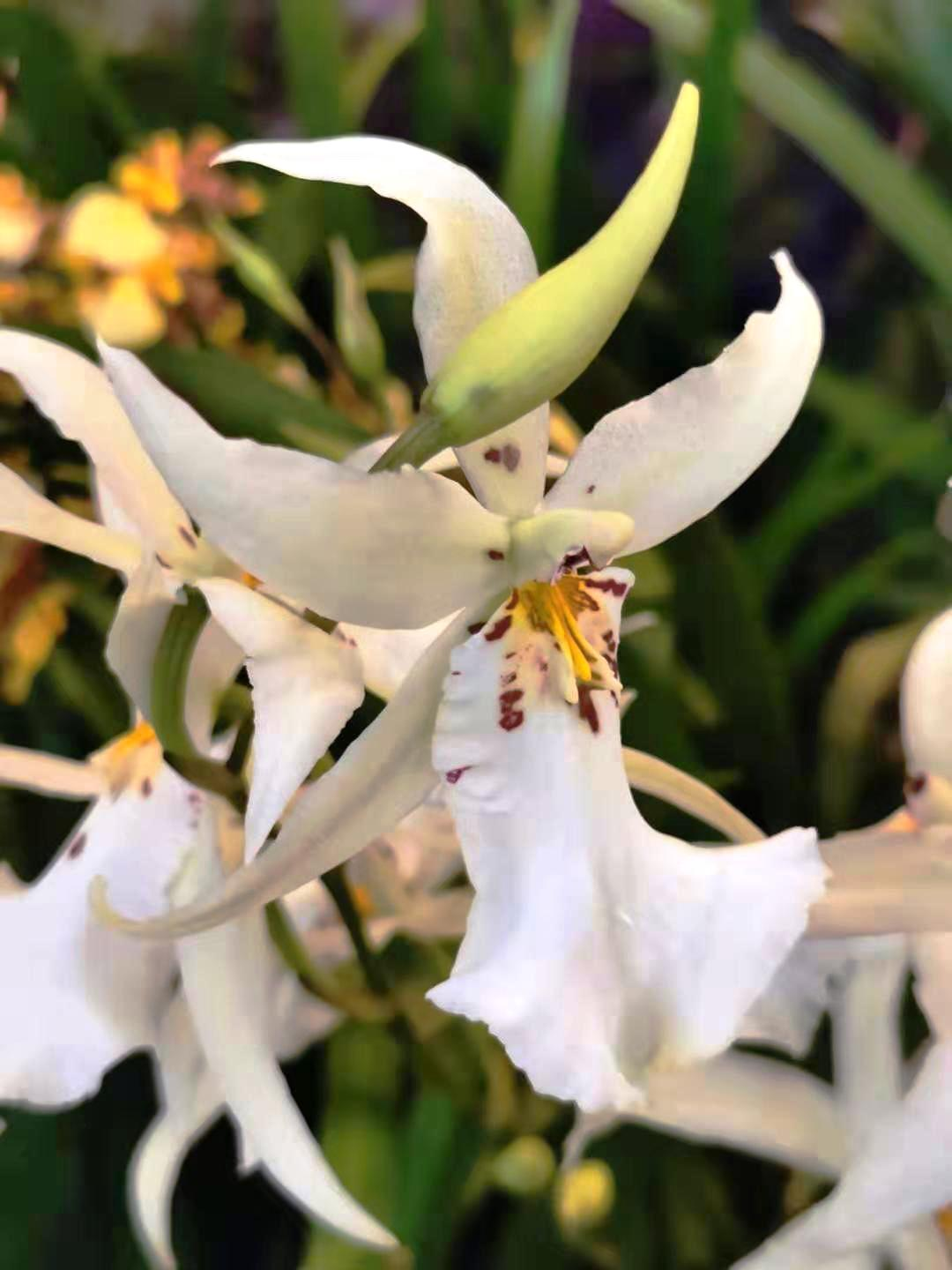
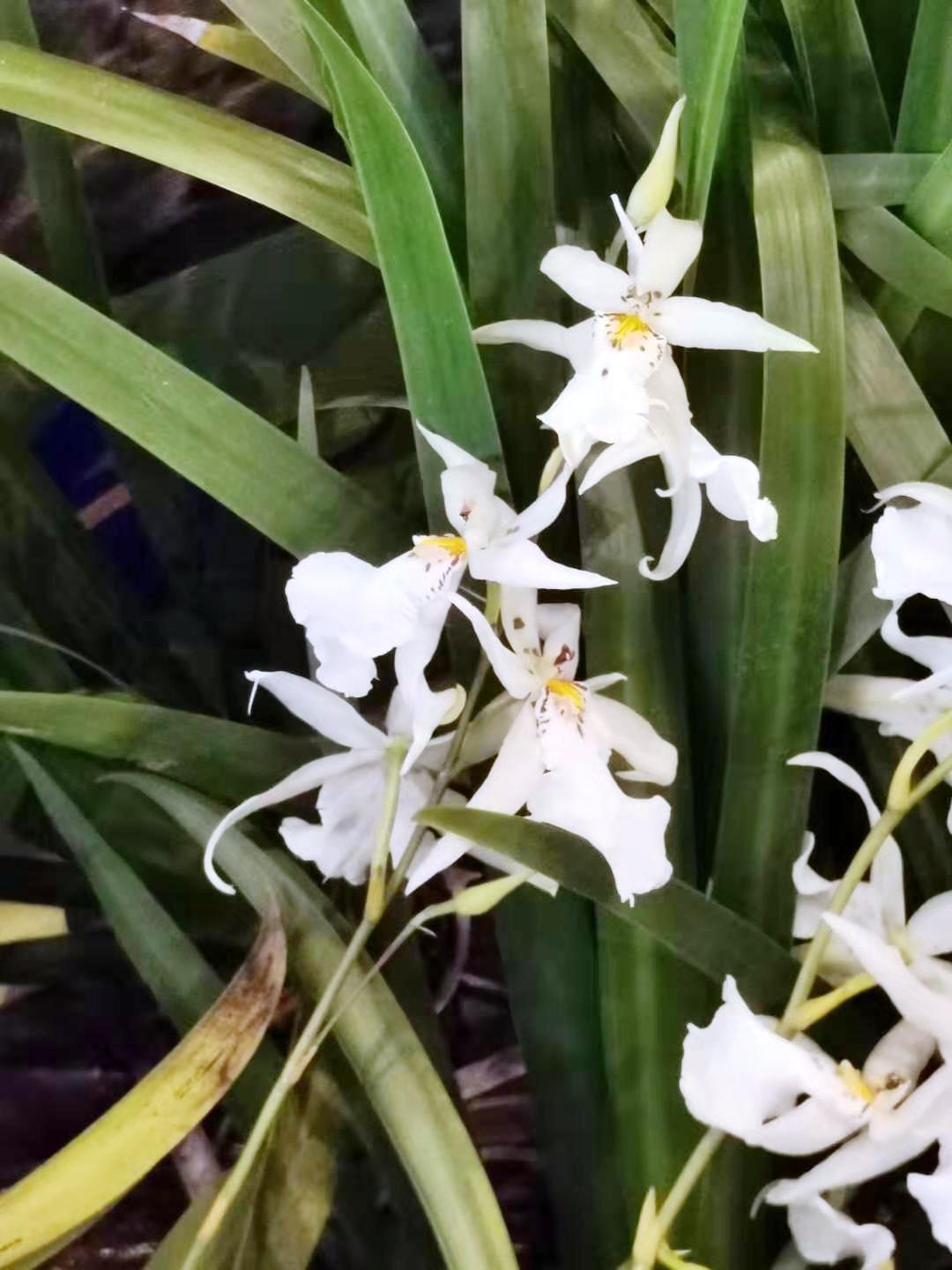
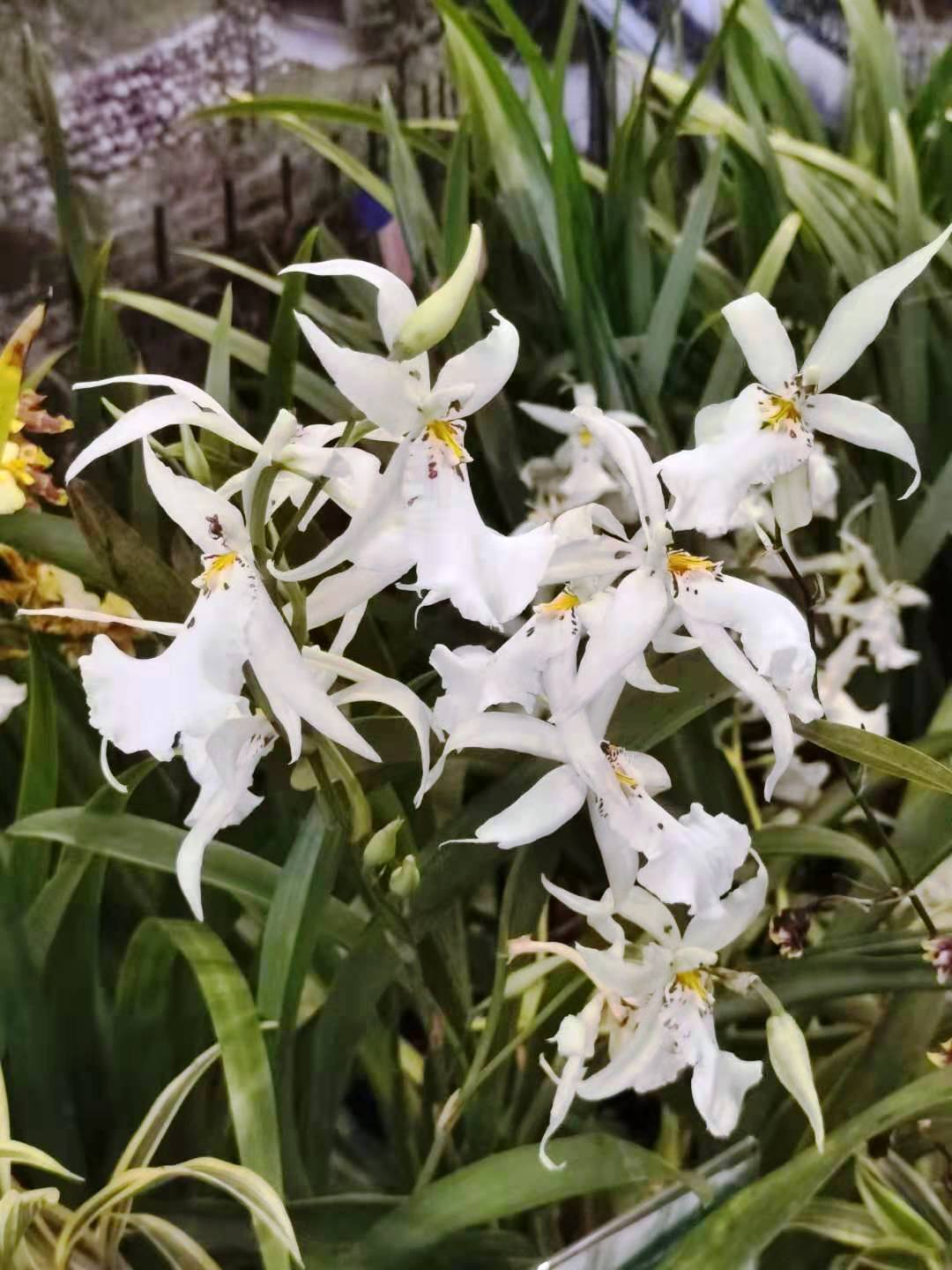

## 引文出處
1. ↑   (PDF). （原始内容存档 (PDF)于2019-12-10）.
2. ↑  . （原始内容存档于2020-09-26）.

## 扩展阅读
- 維基物種上的相關：白仙女文心蘭
- 维基共享资源上的相關多媒體資源：白仙女文心蘭